# Napaea merula
Napaea merula är en fjärilsart som beskrevs av Otto Thieme 1907. Napaea merula ingår i släktet Napaea och familjen Riodinidae. Inga underarter finns listade i Catalogue of Life.